# Laze (gmina Logatec)
Laze – wieś w Słowenii, w gminie Logatec. W 2018 roku liczyła 331 mieszkańców.